# Грохотов Володимир Трофимович
Волод́имир Троф́имович Грох́отов (14 січня 1941 — 3 листопада 2009) — український шахіст, майстер спорту СРСР (1964).

## Біографія
Володимир Грохотов — один із найсильніших шахістів в історії Полтавщини. Він брав участь у багатьох значних шахових турнірах, зокрема:
• відбіркових турнірах чемпіонатів СРСР (1973, 1975);

• дев'яти фінальних турнірах чемпіонатів України (1971—1995), де його найкращим результатом було розподіл 7—8 місць у 1978 році;

• першостях спортивних товариств: «Буревісник», «Труд», «Авангард» (1975 — 1 місце, 1973 — 2 місце, 1980 — 3 місце).
У 2011 році в Полтавській області на його честь засновано меморіальний шаховий турнір «Меморіал Володимира Грохотова», щоб вшанувати його спадщину у світі шахів.

## Турнірні результати

### Чемпіонати України
Володимир Грохотов зіграв у дев'яти фінальних турнірах чемпіонатів України, набравши загалом 53 зі 102 можливих очок (без врахування результатів 1980 року)
| Рік  | Місто           | Турнір                            | + | − | = | Результат | Місце |
| ---- | --------------- | --------------------------------- | - | - | - | --------- | ----- |
| 1971 | Донецьк         | 40-й чемпіонат України            | 5 | 5 | 3 | 6½ з 13   | 23—34 |
| 1972 | Одеса           | 41-й чемпіонат України            | 6 | 6 | 5 | 8½ з 17   | 10—11 |
| 1973 | Дніпропетровськ | 42-й чемпіонат України            | 5 | 6 | 2 | 6 з 13    | 45    |
| 1974 | Львів           | 43-й чемпіонат України            |   |   |   | 7 з 13    | 17—25 |
| 1976 | Донецьк         | 45-й чемпіонат України            | 1 | 3 | 9 | 5½ з 13   | 9—11  |
| 1978 | Миколаїв        | Півфінал 47-го чемпіонату України |   |   |   | 7 з 9     | 1—2   |
| 1978 | Ялта            | 47-й чемпіонат України            | 7 | 5 | 3 | 8½ з 15   | 7—8   |
| 1980 | Харків          | 49-й чемпіонат України            |   |   |   | ? з 13    | ?     |
| 1994 | Алушта          | 63-й чемпіонат України            | 4 | 4 | 1 | 4½ з 9    | 65—82 |
| 1995 | Дніпропетровськ | 64-й чемпіонат України            | 3 | 3 | 3 | 4½ з 9    | 29    |

### Інші турніри
| Рік  | Місто       | Турнір                                   | + | − | = | Результат | Місце  |
| ---- | ----------- | ---------------------------------------- | - | - | - | --------- | ------ |
| 1964 | Севастополь | Першість ДСТ «Буревісник»                |   |   |   | 10 з 17   | 4      |
| 1969 | Адлер       | Першість ДСТ «Труд»                      |   |   |   | 9 з 17    | 9—11   |
| 1972 |             | Першість ДСТ «Авангард»                  |   |   |   | 7 з 13    | 5—6    |
| 1973 | Київ        | Першість ДСТ «Авангард»                  |   |   |   | 8½ з 13   | — 3    |
| 1973 | Фрунзе      | Півфінал 41-го чемпіонату СРСР           | 4 | 5 | 5 | 7 з 15    | 12—13  |
| 1974 | Київ        | Першість ДСТ «Авангард»                  |   |   |   | 7 з 13    | 5      |
| 1975 | Челябінськ  | Відбірковий турнір 43-го чемпіонату СРСР | 4 | 5 | 5 | 6 з 13    | 38—48  |
|      | Київ        | Першість ДСТ «Авангард»                  |   |   |   | 9½ з 13   | Gold   |
| 1978 | Київ        | Першість ДСТ «Авангард»                  |   |   |   | 7 з 13    | 8—9    |
| 1980 | Бердянськ   | Першість ДСТ «Авангард»                  |   |   |   | 7 з 13    | Bronze |